# Metalmania
Metalmania är den största heavy metal-festivalen i östra Europa. Den har hållits årligen sedan 1986. 2007 års festival hölls den 23 mars i Budapest i Ungern och den 24 mars i Katowice i Polen.

## Banden 2007
- Sepultura
- Paradise Lost
- Testament
- Destruction
- Darzmat
- My Dying Bride
- Blaze
- Entombed
- Jorn Lande
- Korpiklaani
- Crystal Abyss
- Zyklon